# Belisana benjamini
Belisana benjamini är en spindelart som beskrevs av Huber 2005. Belisana benjamini ingår i släktet Belisana och familjen dallerspindlar.
Artens utbredningsområde är Sri Lanka. Inga underarter finns listade.